# Львовский, Александр Сильвестрович
Алекса́ндр Сильве́стрович Льво́вский  (1858—1938) — российский государственный деятель, генерал-майор губернатор Нюландской губернии.

## Биография
Родился 1 сентября 1858 года. Происходил из дворян Петербургской губернии. С отличием окончил Школу гвардейских подпрапорщиков и кавалерийских юнкеров, с занесением имени на мраморную доску. 8 августа 1880 года из старших вахмистров произведен в корнеты Кавалергардского полка. В 1883 году командирован в 1-й военно-телеграфский парк для обучения телеграфированию.
В 1885 году произведен в поручики. С 5 мая 1885 года по 21 августа 1890 года был полковым квартермистром. С 24 августа 1888 года по 8 декабря 1889 года был заведующим полковой хлебопекарней. С 2 октября 1889 года заведывал мастерскими. В 1889 году произведен в штабс-ротмистры.
22 октября 1890 года прикомандирован к кадру № 1 гвардейского кавалерийского запаса. 27 января 1891 года назначен чиновником для поручении при начальнике главного штаба, с зачислением по гвардейской кавалерии. В 1901 году произведен в полковники. В 1902 году назначен в распоряжение Финляндского генерал-губернатора.
В 1905 году назначен губернатором Нюландской губернии. 30 мая 1906 года произведен в генерал-майоры, с увольнением в отставку с мундиром. Скончался 15 января 1938 года.